# Întreprinderile mici

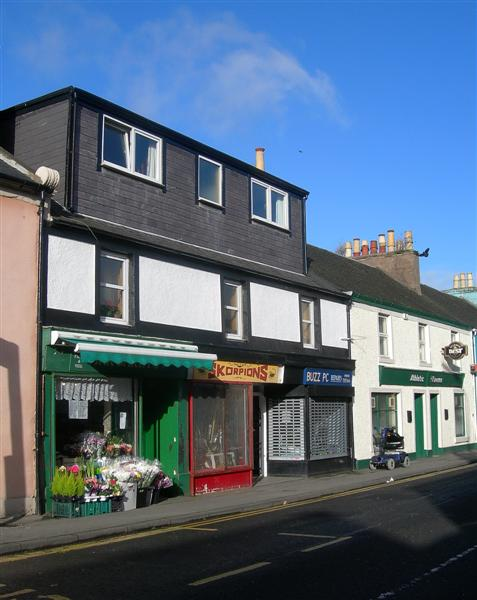
Întreprinderi mici pe strada Dalrymple din Girvan, Scoția

Întreprinderile mici sunt tipuri de corporații, parteneriate sau întreprinderi individuale care dețin un număr mic de angajați și/sau venituri anuale mai mici decât cele ale unei întreprinderi sau corporații de dimensiuni normale. Întreprinderile sunt definite ca fiind „mici” în ceea ce privește posibilitatea de a solicita sprijin guvernamental și de a beneficia de o politică fiscală preferențială. Caracteristicile variază în funcție de țară și de sectorul economic. Întreprinderile mici au în jur de cincisprezece angajați în conformitate cu Fair Work Act 2009⁠(d) (Legea muncii echitabile din 2009) din Australia, cincizeci de angajați în conformitate cu definiția utilizată de Uniunea Europeană și mai puțin de cinci sute de angajați pentru a se califica pentru o parte din programele Small Business Administration⁠(d) (Administrația întreprinderilor mici) din Statele Unite ale Americii. În ciuda faptului că întreprinderile mici pot fi clasificate și în funcție de alte criterii, cum ar fi veniturile anuale, livrările, vânzările, activele, venitul brut anual, venitul net, profitul net, numărul de angajați este una dintre cele mai utilizate măsuri. 
În multe țări, întreprinderile mici au drept obiect de activitate furnizarea de servicii sau vânzarea cu amănuntul, fiind reprezentate, de exemplu, de magazinele de cartier, micile magazine alimentare, brutăriile sau magazinele cu delicatese, frizerii sau meseriași (de exemplu, dulgheri, electricieni), restaurante, moteluri, fotografi, întreprinderile de producție la scară foarte mică și întreprinderile legate de internet, cum ar fi design-ul web sau programarea pe calculator. Unii profesioniști operează ca întreprinderi mici, cum ar fi avocații, contabilii, stomatologii⁠(d), medicii și dezvoltatorii (deși acești profesioniști pot lucra, de asemenea, și pentru organizații sau companii mari). Întreprinderile mici variază foarte mult în ceea ce privește dimensiunea, veniturile și autorizația de funcționare, atât în cadrul unei țări, cât și de la o țară la alta. Unele întreprinderi mici, cum ar fi o afacere de contabilitate la domiciliu, pot avea nevoie doar de o autorizație de funcționare. Pe de altă parte, alte întreprinderi mici, cum ar fi creșele, căminele de bătrâni și restaurantele care servesc băuturi spirtoase, sunt reglementate mai strict și pot necesita inspecții și certificări din partea diferitelor autorități guvernamentale.

## Caracteristici

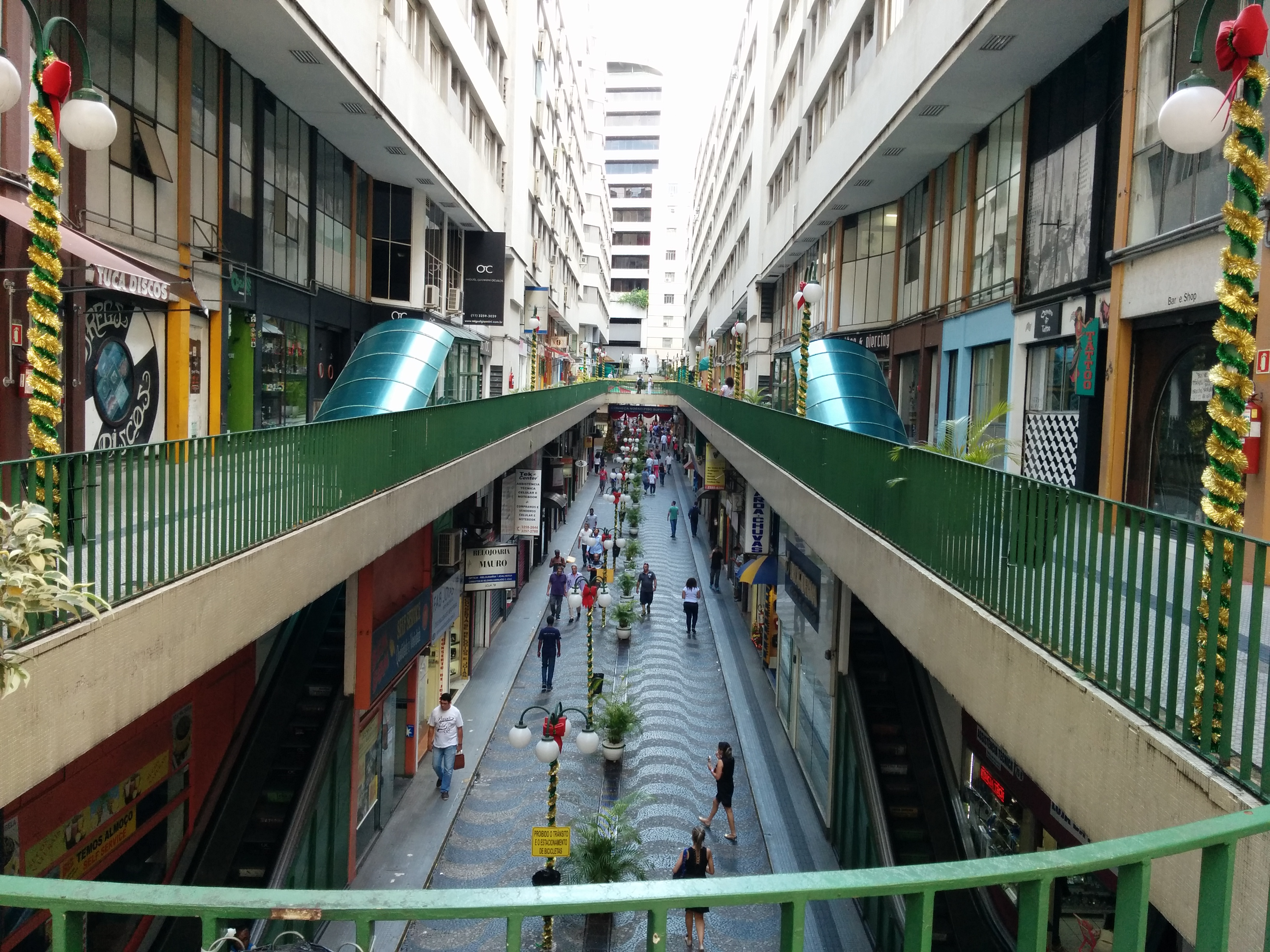
Întreprinderi mici din zona centrală din São Paulo

Cercetătorii și analiștii întreprinderilor mici sau administrate de proprietari consideră, în general că formele organizatorice nominale (de exemplu, parteneriatul, întreprinderile individuale sau corporația), precum și limitele juridice și contabile ale firmelor administrate de proprietari sunt mereu criteriul semnificativ. Cu toate acestea, deseori, proprietarii-managerii nu fac distincție între interesele lor personale și cele profesionale. De asemenea, creditorii depășesc deseori limitele organizaționale (corporative), solicitând garanții personale sau acceptând drept garanții active deținute în mod privat.  Din cauza acestui comportament, este posibil ca cercetătorii și analiștii să fie precauți în evaluarea tipurilor organizaționale și a limitelor implicite legate de firmele administrate de proprietar, luând în calcul datele contabile tradiționale, dar și studiile care tratează firma așa cum este definită de o structură organizatorică formală.

### Noțiunile de întreprinderere mică, activitate independentă, antreprenoriat și startup

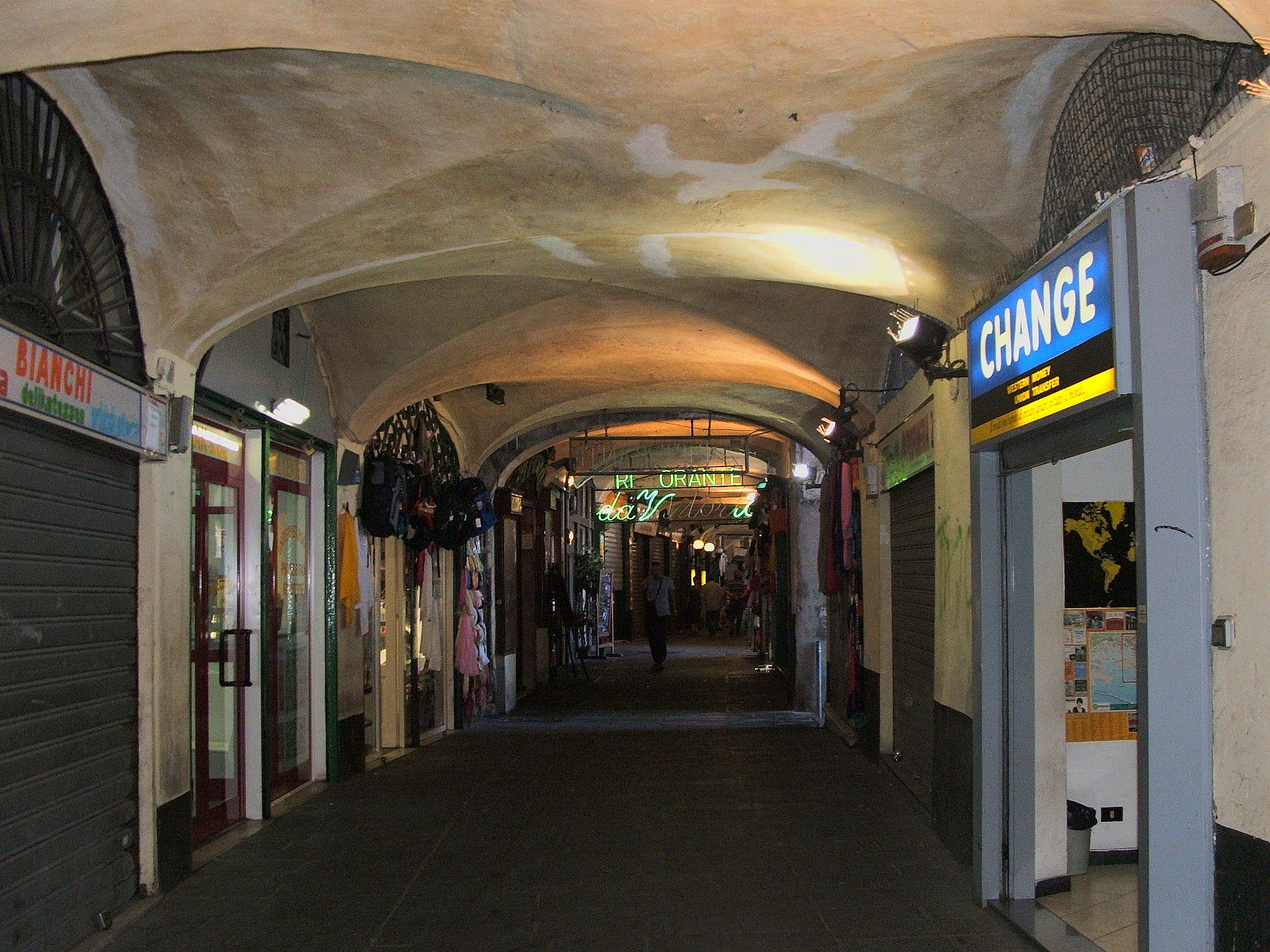
Portici di Sottoripa, Genova, Italia. Galeriile tind să formeze grupuri de proprietari de afaceri mici în timp.

Noțiunile de întreprindere mică, activitate independentă, antreprenoriat și startup se suprapun, dar prezintă și deosebiri importante. Aceste patru concepte sunt adesea confundate. Diferențele lor principale pot fi rezumate astfel:
- activitate independentă: o organizație creată în primul rând pentru a asigura un venit fondatorilor (exemplu: activități ale unui întreprinzător individual).
- antreprenoriat: toate organizațiile noi.
- startup: o nouă organizație creată pentru a se dezvolta (și pentru a avea angajați).
- întreprindere mică: o organizație de dimensiuni reduse (din punct de vedere al numărului de angajați sau al veniturilor), care poate avea sau nu intenția de a se dezvolta mai departe.

Multe întreprinderi mici sunt întreprinderi individuale în care operează doar proprietarul, dar multe dintre ele au și alți angajați. Unele întreprinderi mici care oferă un produs, un proces sau un serviciu nu au ca obiectiv principal creșterea. În schimb, o afacere care este creată pentru a deveni o firmă mare este cunoscută sub numele de întreprindere nou înființată. Aceasta are ca obiectiv creșterea și oferă adesea un produs, un proces sau un serviciu inovator. Antreprenorii de întreprinderi nou înființate urmăresc, de obicei, extinderea companiei prin aducerea mai multor angajați, realizarea de vânzări internaționale și așa mai departe, proces care este adesea, dar nu întotdeauna, finanțat cu ajutorul capitalului de risc și a investițiilor providențiale . Antreprenorii de succes au capacitatea de a conduce o afacere într-o direcție pozitivă printr-o planificare corespunzătoare, adaptându-se la mediile în schimbare și înțelegându-și propriile puncte forte și puncte slabe. Poveștile de succes spectaculoase provin de la întreprinderile nou înființate care s-au extins. Exemple ar fi Microsoft, Genentech și Federal Express, care întruchipează explorarea unor idei de afaceri noi pentru întreprinderile mici. 
Activitatea independentă oferă locuri de muncă în primul rând fondatorilor. Antreprenoriatul se referă la toate întreprinderile noi, inclusiv la activitățile independente și la întreprinderile care nu intenționează să se dezvolte sau să își schimbe forma de organizare, în timp ce sintagma de întreprinder nou înființată se referă la întreprinderile noi care intenționează să se dezvolte dincolo de fondatori, să aibă angajați și să se extindă.

### Definirea dimensiunilor
Definiția juridică a termenului „întreprindere mică” variază în funcție de țară și de sectorul de activitate. Pe lângă numărul de angajați, criteriile utilizate pentru clasificarea micilor întreprinderi includ vânzările anuale (cifra de afaceri), valoarea activelor și profitul net (bilanț), singure sau ca un melanj de factori.
- În India, toate întreprinderile de producție și de servicii care au investiții „Nu mai mari de 100 milioane de rupii” și o cifră de afaceri anuală „nu mai mare de 500 milioane de rupii” intră în această categorie.
- În Statele Unite, Small Business Administration⁠(d) (Administrația pentru întreprinderile mici) stabilește standardele pentru dimensiunea întreprinderilor mici în funcție de fiecare sector în parte, dar, în general, definește o întreprindere mică ca având mai puțin de 500 de angajați pentru întreprinderile de producție și mai puțin de 7,5 milioane de dolari în încasări anuale pentru majoritatea întreprinderilor care nu sunt producătoare[4][5]. Definiția poate varia în funcție de circumstanțe; de exemplu, o mică întreprindere care are mai puțin de 25 de angajați cu normă întreagă, cu salarii medii anuale sub 50.000 de dolari se califică pentru un credit fiscal în cadrul proiectului privind reforma sistemului de sănătate Patient Protection and Affordable Care Act⁠(d) (Legea privind protecția pacienților și îngrijirea la prețuri accesibile)[6]. Prin comparație, o întreprindere medie sau mijlocie are mai puțin de 500 de angajați.
- Uniunea Europeană definește, în general, o întreprindere mică ca fiind una care are mai puțin de cincizeci de angajați și o cifră de afaceri sau un bilanț mai mic de 10 milioane de euro[7], dar Comisia Europeană a inițiat o revizuire a acestei definiții[8]. Prin comparație, o întreprindere mijlocie are mai puțin de 250 de angajați și o cifră de afaceri mai mică de 50 de milioane de euro sau un bilanț mai mic de 43 milioane de euro[9].
- În Australia, o afacere mică este definită de Fair Work Act 2009⁠(d) (Legea muncii echitabile din 2009) ca fiind una cu mai puțin de 15 angajați, deși Biroul Australian de Statistică folosește ca prag mai puțin de 20 de angajați. Prin comparație, o întreprindere medie sau o     întreprindere mijlocie are mai puțin de două sute de angajați.
- În Africa de Sud, Legea Națională de Reglementare a Întreprinderilor Mici (Legea 26 din 2003) definește întreprinderile într-o varietate de moduri, utilizând cinci criterii stabilite anterior prin Legea Națională a Întreprinderilor Mici (Legea 102 din 1996) și anume, clasificarea standard a sectoarelor și subsectoarelor industriale, mărimea clasei, echivalentul angajaților salariați, cifra de afaceri și valoarea activelor, excluzând proprietatea fixă[10].

Întreprinderile mici, de obicei, nu domină în domeniul lor . 
Următorul tabel servește drept ghid pentru nomenclatura dimensiunii întreprinderilor.
Tipuri de întreprinderi (în funcție de numărul de angajați)
|                             | AUS  | SUA   | CAN     | UE    |
| --------------------------- | ---- | ----- | ------- | ----- |
| Foarte mică/micro           | 1-2  | 1-6   | 1-4     | <10   |
| Mică                        | <15  | <250  | 1-99    | <50   |
| Medie                       | <200 | <500  | 100-499 | <250  |
| Mare                        | <500 | <1000 | >500    | <1000 |
| Companie de mari dimensiuni | >500 | >1000 | N / A   | >1000 |

- Majoritatea căsuțelor reflectă mărimi nedefinite în legislație.
- Unele întreprinderi au parametri economici multipli, de exemplu: în funcție de industrie, profituri sau cotă de piață.

### Date demografice
În anul 2016, a fost publicat un studiu care a examinat datele demografice ale proprietarilor de mici întreprinderi. Studiul a arătat că mai mult de jumătate din proprietarii de mici întreprinderi americani aveau o vârstă mai mare de 50 de ani. Vârstele acestora au fost distribuite în felul următor: 51% din proprietari aveau peste 50 de ani, 33% dintre aceștia între 35-49 de ani, iar 16% aveau vârsta sub 35 de ani. În ceea ce privește sexul, 55% dintre întreprinderi erau deținute de bărbați, 36% de femei iar 9% dintre întreprinderi erau deținute atât de bărbați, cât și de femei. În ceea ce privește rasa: 72% erau albi/caucazieni, 13,5% erau latino-americani, 6,3% erau afro-americani, 6,2% erau asiatici și 2% alte rase. În ceea ce privește nivelul de educație, 39% aveau o diplomă de licență sau de nivel mai înalt, 33% au studiat la universitate în trecut, iar 28% aveau cel puțin o diplomă de liceu. 
Statisticile recensământului realizat în Statele Unite ale Americii pentru anii 2014 și 2015 evidențiază numărul de femei care dețin mici întreprinderi în funcție de dimensiune. Statisticile arată procentajul deținut de femei împreună cu numărul de angajați (inclusiv proprietarul). În general, cu cât afacerea este mai mică, cu atât este mai probabil ca aceasta să fie deținută de către o femeie. Informațiile arată ca aproximativ 22% dintre întreprinderile mici care au între 100 și 500 de angajați sunt deținute de către femei, procent care crește cu cât afacerea este mai mică. 41% dintre afacerile care au între 2 și 4 angajați sunt conduse de către femei, iar în cazul afacerilor cu o singură persoană, acestea sunt deținute în 51% din cazuri de către femei. 

### Afacere de tip franciză
Franciza este o modalitate prin care proprietarii întreprinderilor mici pot beneficia de economia de scară a marilor corporații (francizor). McDonald's și Subway sunt exemple de francize. Proprietarii întreprinderilor mici pot profita de marca puternică și de puterea de cumpărare a unei companii mai mari, păstrând-și propria investiție la un cost mai scăzut. Cu toate acestea, unii francizați cred că au de pierdut pe ambele părți, considerând ca sunt restricționați prea mult de obligațiile corporative și că sunt în același timp  lipsiți de independență. Este o prezumție faptul ca întreprinderile mici pot fi doar francizați, însă adevărul este că mulți francizori sunt, de asemenea, întreprinderi mici. Cu toate că francizarea este considerată un mod reușit de a face afaceri, documentația arată că există un nivel ridicat de eșec, în mod special în Marea Britanie, unde cercetările indică faptul că din 1658 de francize care erau în funcțiune în anul 1984, numai 601 de francize au mai rămas până în anul 1998, adică doar 36% . 

### Cooperativele de întreprinzători
Cooperativa de întreprinzător este un tip de cooperativă care utilizează economii de scară în numele membrilor. Cooperativele de întreprinzători se folosesc de puterea lor de cumpărare pentru a obține reduceri de la producători și deseori împart cheltuielile de publicitate. Sunt recunoscute în general ca fiind asociații locale, întrucât acestea dețin magazine în cadrul comunității . Deseori alimentarele, magazinele de bricolaj și farmaciile locale participă în cadrul societăților cooperative. Ace Hardware⁠(d), True Value și NAPA sunt exemple de societăți cooperative. Societățile cooperative permit clienților să își furnizeze propriile venituri și să câștige putere de negociere în afara sectorului comercial . Cooperativele de întreprinzători sunt întâlnite în general în cadrul comunităților mici, unde micile întreprinderi locale sunt deseori închise .

## Avantaje

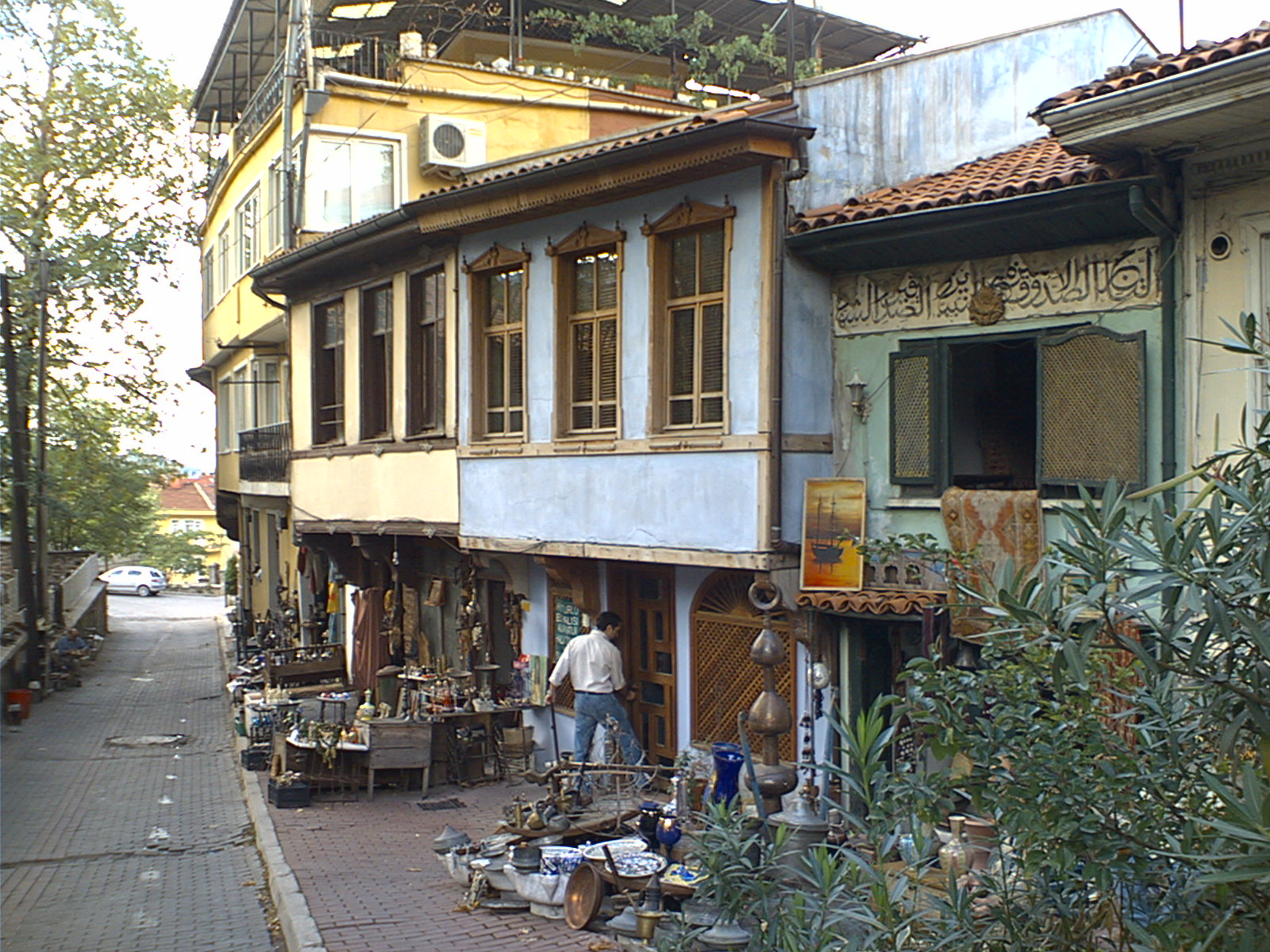
Mică întreprindere din orașul Bursa, Turcia. Unul dintre avantajele pretinse ale proprietarilor de mici întreprinderi este capacitatea de a servi nișe de piață care nu sunt deservite de industriile de producție în masă. Luați în considerare cât de puține corporații mari ar fi dispuse să facă față riscurilor și incertitudinii cu care se confruntă un mic magazin de antichități, cum ar fi cumpărarea și vânzarea de articole nestandardizate și evaluarea rapidă a valorii articolelor rare.

Multe întreprinderi mici pot fi deschise la un cost scăzut și operate cu jumătate de normă, în timp ce proprietarul poate continua să lucreze cu normă întreagă la un angajator sau poate să aibă grijă de membrii familiei sale. În țările în curs de dezvoltare, multe întreprinderi mici operează ca întreprinderi individuale, ocupându-se, spre exemplu, cu standuri de produse sau de prepararea de mâncare caldă pe stradă, ceea ce asigură un venit redus. În contextul anilor 2000, micile întreprinderi sunt potrivite pentru publicitatea online, întrucât aceasta se pliază eficient pe nișe specializate, lucru care ar fi fost mai dificil înainte de revoluția Internetului care a început la sfârșitul anilor 1990. Marketing-ul online oferă întreprinderilor mici posibilitatea de a se promova cu un buget mai mic. Adaptarea la schimbare este crucială în afaceri și în special în cazul întreprinderilor mici. Nefiind legate de inerția birocratică asociată cu marile corporații, întreprinderile mici pot răspunde mai rapid cererilor legate de schimbarea pieței. Proprietarii întreprinderiilor mici tind să fie mai apropiați de cumpărători și clienții lor fideli decât sunt marile corporațiile, deoarece proprietarii întreprinderilor mici își văd clienții în persoană în fiecare săptămână.
Un studiu a arătat că întreprinderile mici locale sunt mai favorabile pentru o economie locală decât introducerea de noi lanțuri de magazine. Prin deschiderea de noi lanțuri de magazine la nivel național, profiturile întreprinderilor locale scad foarte mult și multe afaceri au parte de eșec și sunt nevoite să se închidă. Acest lucru creează o reacție în lanț. Când un magazin se închide, mulți oameni își pierd locurile de muncă, alte afaceri pierd tranzacțiile pe care le aveau cu afacerea care a dat faliment și așa mai departe. În multe cazuri, marile companii destituie tot atâtea locuri de muncă pe cât creează .  

### Independența
Independența este un alt avantaj în a deține o întreprindere mică. Proprietarul unei întreprinderi mici nu este nevoit să raporteze unui supervizor, manager sau unui consiliu de administrație, lucruri pe care directorul executiv al unei coorporații trebuie să-l facă. De asemenea, mulți oameni doresc să ia propriile decizii, să-și asume propriile riscuri și să se bucure de roadele propriilor eforturi. Proprietarii întreprinderilor mici au flexibilitatea și libertatea de a lua propriile decizii în limitele impuse de factorii economici și de mediu . Cu toate acestea, antreprenorii trebuie să lucreze multe ore și să înțeleagă în cele din urmă că clienții sunt șefii lor.
Întreprinderile mici (care sunt deseori conduse de membri ai familiei) se pot adapta mai repede la condițiile în schimbare; totuși, ele pot fi, de asemenea, nereceptive absorbției de cunoștințe noi și angajării de forță de muncă nouă din exterior . 

### Raportarea financiară
Întreprinderile mici beneficiază de cerințe contabile și raportare financiară mai puțin amănunțite decât cele cu care se confruntă întreprinderile mai mari.
Directiva Uniunii Europene privind situația financiară anuală din 2013 are ca scop „limitarea sarcinilor administrative și asigurarea unor norme contabile simple și solide, în special pentru întreprinderile mici și mijlocii (IMM-uri)”  . În Regatul Unit,  Regulamentul privind Societățile, Parteneriatele și Grupurile (Conturi și Rapoarte) din 2015 a transpus Directiva UE în legislația britanică și a modificat regimul de raportare pentru raporturile financiare cu divulgare redusă pentru orice perioadă contabilă care începe pe sau după 1 ianuarie 2016 .. Utilizarea „situațiilor financiare prescurtate” a fost permisă entităților mai mici în conformitate cu „FRSSE”, Financial Reporting Standard for Smaller Entities (Standardul de raportare financiară pentru entități mai mici ). Până în 2015, societățile considerate mici în conformitate cu Companies Act 2006⁠(d) (Legea privind societățile din Regatul Unit din 2006) puteau utiliza acest standard  . Pentru anii fiscali care se încheie la 1 ianuarie 2016 sau după această dată, FRSSE nu mai este valabil , însă există opțiuni cunoscute sub denumirea de „situații financiare prescurtate” și „situații financiare simplificate”:
- Situații financiare prescurtate: contabilizarea profitului/pierderii începe cu declararea profitului sau a pierderii brute, nu a cifrei de afaceri.

- Declarații financiare simplificate sau situații financiare simplificate: contabilizarea profitului și pierderilor sunt excluse, dar bilanțul și notele de bilanț trebuie să fie declarate [25].

Alternativ, cele mai mici societăți au posibilitatea de a depune „situații financiare pentru micro-entități” . FRS 105 reprezintă un standard de raportare financiară aplicabil regimului microentităților .

## Provocări
Întreprinderile mici adesea sunt puse față în față cu o varietate de probleme, dintre care unele sunt legate de dimensiunea lor. O cauză frecventă ce duce la faliment este subcapitalizarea. De multe ori, plănuirea ineficientă este mai degrabă de vină decât condițiile economice. Este o regulă de bază ca antreprenorul să aibă acces la o sumă de bani cel puțin egală cu venitul preconizat pentru primul an de activitate, pe lângă cheltuielile anticipate. De exemplu, potențialii proprietari care anticipează venituri de 100.000 în primul an cu 150.000 de cheltuieli de început ar trebui să aibă la dispoziție cel puțin 250.000. Cheltuielile de pornire sunt adesea subestimate într-o mare măsură, îngreunând operarea afacerii. În cazul în care nu se poate asigura acest nivel de finanțare pentru companie, proprietarul ar putea fi tras la răspundere pentru toate datoriile companiei în instanța de faliment, în conformitate cu teoria subcapitalizării. 
Pe lângă faptul că trebuie să se asigure că afacerea are suficient capital, proprietarul unei mici întreprinderi trebuie să țină cont și de marja de contribuție (vânzări minus costuri variabile). Pentru a atinge pragul de rentabilitate, afacerea trebuie să fie capabilă de atingerea unui nivel de vânzări în care marja de contribuție să fie egală cu costurile fixe. La început, mulți proprietari de mici întreprinderi își subapreciază produsele până la un punct în care, chiar și la capacitate maximă, ar fi imposibil să se ajungă la pragul de rentabilitate. Controlarea costurilor sau creșterea prețurilor rezolvă adesea această problemă.
În Statele Unite, unele dintre cele mai mari griji ale proprietarilor de întreprinderi mici sunt costurile asigurărilor (precum cele de răspundere civilă și sănătate), costurile energiei, impoztele și conformitatea fiscală . În Regatul Unit și în Australia, proprietarii acestor întreprinderi tind să fie mai preocupați de birocrația guvernamentală percepută ca fiind excesivă .
Frauda în materie de contracte a reprezentat o problemă permanentă pentru micile întreprinderi din Statele Unite.  Acestea sunt obligate prin lege să primească o parte echitabilă (23%) din valoarea totală a tuturor contractelor principale ale guvernului, așa cum prevede Small Business Act (Legea întreprinderilor mici) din 1953. Începând cu 2002, o serie de investigații federale au găsit fraude, abuzuri, portițe legale și o lipsă de supraveghere în cadrul contractelor federale a întreprinderilor mici, ceea ce a dus la deturnarea a miliarde de dolari din contractele cu întreprinderile mici către marile corporații.
O altă problemă pentru multe întreprinderi mici se numește „mitul antreprenorial” sau E-Myth. Această presupunerea mitică constă în faptul că un expert într-un anumit domeniu tehnic va fi, de asemenea, un expert în conducerea acelui tip de afacere. Pentru ca o afacere să funcționeze fără probleme, sunt necesare competențe suplimentare de gestionare a afacerii. O parte din această neînțelegere provine din faptul că nu se face distincția între managerii de întreprinderi mici ca antreprenori sau capitaliști. În timp ce aproape toți proprietarii-manageri ai firmelor mici sunt obligați să își asume rolul de capitaliști, doar o minoritate vor acționa ca antreprenori .  Diferența dintre un proprietar-manager și un antreprenor rezidă în faptul dacă afacerea deținută are ca obiectiv extinderea sau nu. În general, proprietarii acestor întreprinderi se concentrează mai degrabă pe supraviețuire decât pe creștere; prin urmare, nu experimentează cele cinci etape ale ciclului de viață al afacerilor (naștere, creștere, maturitate, renaștere și declin) așa cum ar face un antreprenor .
O altă problemă care se numără printre multe astfel de întreprinderi este capacitatea întreprinderilor mult mai mari de a influența sau, uneori, de a le determina șansele de succes. Rețelele de afaceri și rețelele de socializare au reprezentat un instrument vital pentru multe mici întreprinderi din Marea Britanie, însă cele mai multe dintre acestea folosesc doar o abordare „ dispersată ” într-o încercare disperată de a exploata piața, lucru care nu are prea mult succes . Mai mult de jumătate dintre firmele mici nu au un plan de afaceri, care este considerat unul dintre cei mai importanți factori pentru succesul unei întreprinderi. Planificarea afacerii este asociată cu îmbunătățirea perspectivelor de creștere. Finanțatorii și investitorii solicită, de obicei, un plan de afaceri. Un plan servește, de asemenea, ca document de planificare strategică pentru proprietari și directori executivi, care poate fi folosit ca „biblie” pentru luarea deciziilor .
Un sondaj privind comerțul internațional a indicat că ponderea întreprinderilor britanice exportatoare a crescut de la 32% în 2012 la 39% în 2013. Deși acest lucru poate părea pozitiv, în realitate, creșterea este lentă, deoarece proprietarii de întreprinderi mici se feresc să exporteze din cauza piedicilor reale și percepute. Învățarea elementelor de bază ale unei limbi străine ar putea fi soluția pentru a deschide perspectivele către noi piețe comerciale,  dar este o realitate că nu toți partenerii de afaceri străini vorbesc limba engleză. Se spune că China va crește cu 7,6% în 2013 și totuși, 95% dintre proprietarii de afaceri care doresc să exporte în China nu au dorința și nici cunoștințele necesare pentru a învăța limba lor  .

### Falimentul
Când o întreprindere mică nu mai dă randament, proprietarul poate declara faliment. În cele mai multe cazuri, această procedură poate fi urmată prin depunerea dosarului pentru insolvență privată . Corporațiile pot declara faliment, dar dacă întreprinderea în cauză s-a închis, iar activele corporative vor fi cel mai probabil recuperate de creditori, nu există avantaje suficient de mari în a trece prin procesul de declarare a falimentului corporativ  . Multe state oferă scutiri pentru activele micilor întreprinderi cu scopul de a le ajuta să-și continue operațiunile după și în timpul insolvenței private . Cu toate acestea, activele corporative nu sunt, de obicei, scutite. Astfel, poate fi mai dificil pentru o corporație să continue operațiunile dacă proprietarul declară faliment . Cercetătorii au examinat îndeaproape eșecul micilor întreprinderi pentru a încerca crearea unui model al previzibilității eșecului .

### Responsabilitatea socială
Micile întreprinderi pot întâmpina probleme în abordarea responsabilității sociale corporative din cauza caracteristicilor specifice dimensiunii lor. Proprietarii micilor întreprinderi participă de multe ori în operațiunile de zi cu zi ale companiei. Acest lucru nu permite proprietarului să aibă suficient timp pentru a coordona eforturi sociale responsabile, precum sprijinirea acțiunilor de caritate locale sau a activităților nonprofit . Pe lângă acestea, proprietarul unei mici întreprinderi de multe ori nu deține expertiza practicilor responsabile din punct de vedere social, ceea ce poate contribui la lipsa de participare. Micile întreprinderi se confruntă, de asemenea, și cu presiune din partea numelor mai mari din cadrul aceleiași industrii, împiedicând opoziția și operarea împotriva așteptărilor industriei . În continuare, micile întreprinderi se confruntă și cu presiune din partea așteptărilor acționarilor. Întrucât micile întreprinderi au relații mai personale cu finanțatorii lor și cu acționarii locali, ele trebuie să se aștepte la verificări mai amănunțite dacă vor să dispună sau nu de beneficiile participării la practicile responsabile din punct de vedere social .

### Calitatea locului de muncă
În timp ce întreprinderile mici angajează peste jumătate din forța de muncă din SUA  și au fost stabilite ca principala forță generatoare de locuri de muncă , calitatea locurilor de muncă create de aceste întreprinderi a fost pusă sub semnul întrebării. Întreprinderile mici angajează în general persoane de pe piața secundară a muncii. Drept urmare, în SUA, salariile sunt cu 49% mai mari pentru angajații companiilor mari . În plus, multe întreprinderi mici se luptă sau nu sunt în măsură să ofere angajaților beneficii care le-ar putea fi acordate de companiile mai mari. Cercetările de la US Small Business  Administration (Administrația întreprinderilor mici) indică faptul că angajații companiilor mari au cu 17% mai multe șanse de a primi beneficii, inclusiv salariu fix, concedii plătite, sporuri, asigurări și planuri de pensionare .  Atât salariile mai mici, cât și lipsa de beneficii contribuie la o rată de fluctuație a angajaților de trei ori mai mare decât în cazul companiilor mari . Angajații micilor întreprinderi sunt nevoiți, de asemenea, să se adapteze ratei mai mari de eșec specifică acestui tip de companie, ceea ce mărește și probabilitatea pierderii locului de muncă din cauza falimentului firmei.  În Statele Unite, 69% din micile întreprinderi rezistă cel puțin 2 ani, dar acest procent scade la 51% pentru firmele care ajung la 5 ani de operațiune . Small Business Administration (Agenția Americană de Administrare a Micilor Întreprinderi) consideră afacerile care ating 35 de milioane de dolari în vânzări și 1500 de angajați ca fiind “întreprinderi mici”, în funcție de industrie. În afara guvernului american, companiile cu vânzări mai mici de 7 milioane de dolari și mai puțin de 500 de angajați sunt de regulă considerate întreprinderi mici.

### Criminalitatea cibernetică
În lumea afacerilor, criminalitatea cibernetică poate fi împărțită în 4 categorii. Ele includ înrăutățirea reputației și a încrederii consumatorilor, costul reparării problemei, pierderea de capital și active și dificultățile legale ce pot apărea în aceste cazuri. Înrăutățirea reputației și a încrederii consumatorilor pot fi afectate considerabil în urma unui atac. Multe mici întreprinderi vor avea probleme în a recâștiga încrederea clienților, având în vedere problemele din trecut. Costul reparării pagubelor produse de atacul cibernetic ar necesita experți din afara domeniului pentru a continua investigația și pentru a rezolva problema. Suspendarea activității duce la pierderi pe plan financiar în același timp. Acest lucru ar putea întrerupe activitatea online, ceea ce ar însemna că afacerea ar putea fi suspendată pentru o perioadă  mai lungă de timp. Pierderea de capital și de active se asociază cu costul rezolvării problemei. În timpul unui atac cibernetic, o afacere poate pierde fondurile, iar în cel mai rău caz, poate să piardă tot capitalul de lucru și toate fondurile. Dificultățile legale în cazul crimelor cibernetice pot deveni costisitoare și pot afecta afacerea în sine pentru lipsa de măsuri de securitate și de standarde. Pentru binele afacerii și, cel mai important, pentru binele clienților, securitatea ar trebui să fie prioritară în abordarea protocoalelor de securitate.
În 2016, daunele monetare cauzate de crima cibernetică au însumat peste 1.33 milioane de dolari doar în Statele Unite, iar în același an, peste 255 de milioane de dolari au fost raportați către IC3 (Internet Crime Complaint Center/Centrul pentru plângeri împotriva criminalității de pe internet). Rezolvarea problemelor cauzate de atacurile cibernetice pot varia ca durată. Poate dura până la 69 de zile în cazul unui atac obișnuit lansat asupra unei afaceri. Printre tipurile de atacuri se numără virușii, dar și software-urile dăunătoare. Activitățile angajaților din cadrul spațiului de lucru pot, de asemenea, să provoace un atac .

## Marketing-ul
Deși întreprinderile mici au relații strânse cu clienții lor deja existenți, atragerea unor clienți noi și extinderea pe piețe noi reprezintă o provocare majoră pentru proprietarii de întreprinderi mici. De regulă, acestea nu au timp să se ocupe de marketing, întrucât sunt nevoiți să se ocupe de aspectele de zi cu zi ale afacerii. Pentru a crea un flux continuu de noi operațiuni și pentru a găsi noi clienți și cumpărători, proprietarii trebuie să lucreze continuu la promovarea afacerii. Vânzările scăzute (rezultate din strategia deficitară de marketing) reprezintă unul dintre cauzele principale ale eșecului unei afaceri mici. Tehnicile obișnuite de marketing pentru întreprinderile mici includ crearea de rețele de afaceri (de exemplu, participarea la evenimente ale Camerei de Comerț sau la târguri de comerț), promovarea prin "viu grai” de către clienții existenți, recomandările altor clienți, listarea în Paginile Aurii, televiziunea, radioul și publicitatea stradală (de exemplu, panourile publicitare de pe marginea drumulurilor), pliantele publicitare, e-mailul și marketing-ul online. Reclamele TV pot fi destul de costisitoare; de aceea, în mod normal, sunt destinate promovării unui produs sau unui serviciu. Un alt mijloc prin care întreprinderile mici pot face publicitate este prin utilizarea site-urilor web de tip „oferta zilei” precum Groupon și Living Social . Aceste oferte pe internet încurajează clienții să apeleze la întreprinderile mici.

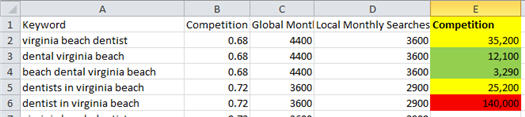
Exemplu de analiză a cuvintelor-cheie pe baza concurenței pe piață

Mulți proprietari de mici întreprinderi consideră că marketingul online este mai accesibil. Google AdWords și Yahoo! Search Marketing⁠(d) sunt două opțiuni populare de a promova produse sau servicii pentru întreprinderi mici unor utilizatori motivați să caute pe internet. Social media a devenit, de asemenea, o cale accesibilă de marketing pentru întreprinderile mici. Costă mult mai puțin decât marketingul tradițional, iar întreprinderile mici pot face acest lucru singure sau pot găsi mici agenții de marketing social, pe care le pot angaja pentru o sumă modică. Din punct de vedere statistic, marketingul pe rețelele de socializare are o rată de rentabilitate mai mare decât media tradițională. [ citare necesară ] Comercianții online de succes ai întreprinderilor mici sunt, de asemenea, adepți ai utilizării celor mai relevante cuvinte cheie în conținutul site-ului lor. Publicitatea pe site-uri web de nișă care sunt frecventate de potențiali clienți poate fi, de asemenea, eficientă, dar având în vedere aspectul nelimitat al internetului, poate fi nevoie de o perioadă îndelungată de timp pentru a se răspândi pe suficiente site-uri web pentru a obține o acoperire eficientă.
Crearea unui site web de afaceri a devenit din ce în ce mai accesibilă, multe programe de tip "do-it-yourself" fiind acum disponibile pentru începători. Un site web poate oferi publicitate semnificativă pentru întreprinderile mici atunci când acesta este promovat prin intermediul internetului și al altor canale. Unele servicii populare sunt WordPress, Joomla, Squarespace⁠(d) și Wix⁠(d). Rețelele de socializare s-au dovedit a fi foarte eficiente în obținerea unei expuneri suplimentare pentru multe întreprinderi mici. Mulți proprietari de întreprinderi mici folosesc Facebook și Twitter ca o modalitate de a ajunge la clienții lor fideli, pentru a le oferi știri despre ofertele speciale ale zilei sau cupoane speciale, pentru a genera cumpărături repetate și pentru a ajunge la noi potențiali clienți. Natura relațională a rețelelor sociale, împreună cu iminența și prezența sa 24 din 24, conferă intimitate relațiilor pe care întreprinderile mici le pot avea cu clienții lor și, în același timp, fac comunicarea cu un număr mai mare de persoane mai eficientă. Reclamele postate pe Facebook sunt, de asemenea, o modalitate foarte rentabilă pentru proprietarii de întreprinderi mici să ajungă la un public-țintă cu un mesaj foarte specific. Pe lângă site-urile de rețele sociale, blogurile au devenit o modalitate extrem de eficientă pentru poziționarea întreprinderilor mici ca experți în probleme importante pentru clienții lor. Acest lucru poate fi realizat cu un blog propriu și/sau prin utilizarea unei strategii de back-link în care comerciantul comentează pe alte bloguri și lasă un link către propriul site al micii întreprinderi. Postarea în mod regulat pe un blog despre activitatea sau domeniul de servicii al companiei poate crește numărul de accesări al site-ul web al companiei.
Planul de marketing
- Cercetarea pieței – Pentru a elabora un plan de marketing pentru întreprinderile mici, este necesar să se facă cercetări cu privire la întreprinderi similare, care ar trebui să includă cercetări documentare (efectuate online sau cu ajutorul unor indexuri ale societăților comerciale) și cercetări de teren. Acest lucru oferă o perspectivă asupra comportamentului și a obiceiurilor de cumpărături ale grupului-țintă. Prin analiza strategiilor de marketing ale concurenților, este mai ușor pentru întreprinderile mici să câștige cotă de piață.
- Mixul de marketing [52]  – Mixul de marketing este un factor crucial pentru succesul oricărei afaceri. Examinarea mixului de marketing al unui concurent poate fi foarte utilă, mai ales în cazul unei mici întreprinderi. Un mix de piață adecvat, care utilizează diferite tipuri de marketing, poate     contribui la creșterea vânzărilor.
- Ciclul de viață al produsului [53]  – După lansarea afacerii, atenția ar trebui să fie îndreptată asupra anumitor puncte cruciale precum faza de creștere (aducerea altor clienți, adăugarea de produse sau servicii și/sau extinderea pe piețe noi) și orientarea către faza de maturitate. Odată ce afacerea ajunge la stadiul de maturitate, ar trebui să existe o strategie de extindere. Relansarea este, de asemenea, o opțiune în această etapă. Strategia     de preț ar trebui să fie flexibilă și bazată pe diferitele etape ale ciclului de viață al produsului.
- Tehnici de promovare – Este de preferat să se mențină cheltuielile de promovare la un nivel cât mai scăzut posibil. „Viul grai”, „ marketingul prin e-mail ”, „pliantele publicitare” în ziarele locale ș.a. pot fi eficiente.
- Canale de distribuție – Selectarea unui canal de distribuție eficient poate reduce cheltuielile de promovare, precum și cheltuielile generale ale unei întreprinderi mici.

## Contribuția economică
În Statele Unite, micile întreprinderi (cu mai puțin de 500 de angajați) reprezintă mai mult de jumătate din PIB-ul privat neagricol și asigură aproximativ jumătate  din locurile de muncă din sectorul privat. În ceea ce privește întreprinderile mici, pe primul loc în topul angajatorilor se află cele cu mai puțin de zece angajați, pe locul al doilea se află cele care au între 10 și 20 de angajați, iar pe locul al treilea cele care au între 20 și 100 de angajați (interpolare a datelor din următoarele referințe). Cele mai recente date arată că firmele cu mai puțin de douăzeci de angajați asigură cu puțin peste 18% din locurile de muncă .
Conform „The Family Business Review”, „în Statele Unite ale Americii există aproximativ șaptesprezece milioane de întreprinderi individuale. Se poate considera că o întreprindere individuală (o întreprindere neîncorporată care aparține de o singură persoană) este un tip de afacere de familie” și „există douăzeci și două de milioane de întreprinderi mici (sub cinci sute de angajați) în SUA și aproximativ 14.000 de întreprinderi mari”. De asemenea, s-a constatat că întreprinderile mici au creat cele mai noi locuri de muncă în comunități, „În 1979, David Birch a publicat prima dovadă empirică a faptului că întreprinderile mici (sub 100 de angajați) au creat cele mai noi locuri de muncă”, iar Edmiston a afirmat că „probabil cel mai mare generator de interes pentru antreprenoriat și întreprinderile mici este credința larg răspândită că întreprinderile mici din Statele Unite creează cele mai multe noi locuri de muncă. Dovezile indică faptul că întreprinderile mici creează într-adevăr o majoritate considerabilă a noilor locuri de muncă nete în medie într-un an". Small Business Administration (Administrația pentru Întreprinderi Mici) din SUA a constatat faptul că întreprinderile mici au creat două treimi din noile locuri de muncă nete din sectorul privat din SUA începând cu 2007. Întreprinderile locale concurează între ele și, de asemenea, provoacă și giganții corporativi. Dintre cele 5.369.068 de firme angajatoare din 1995, 78,8% aveau mai puțin de zece angajați, iar 99,7% aveau mai puțin de cinci sute de angajați.

## Surse de finanțare

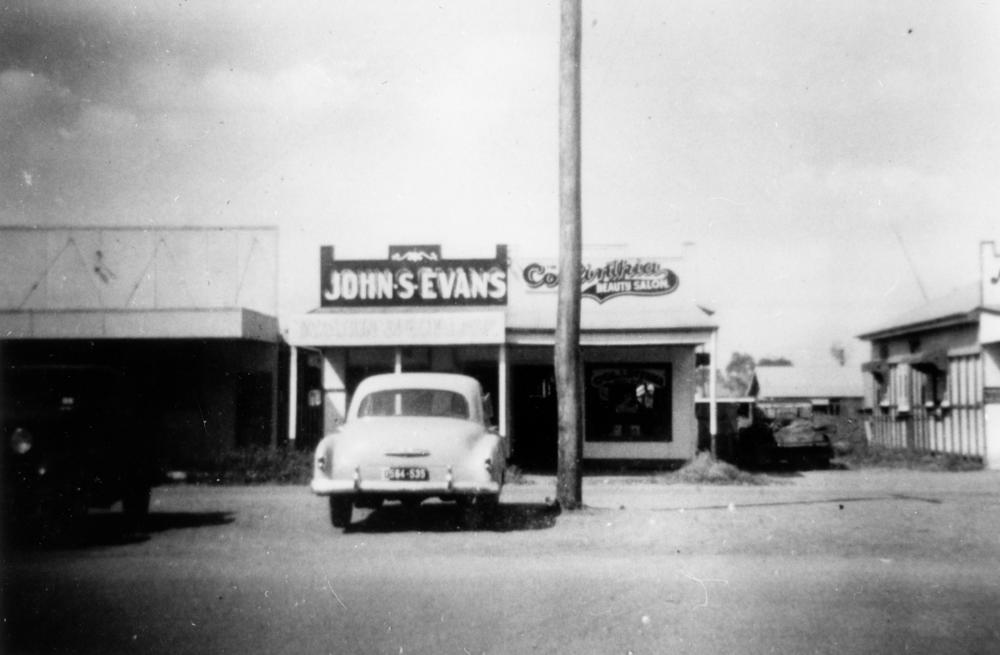
Întreprinderi mici în Biloela, Queensland Central, Australia, 1949